# Leise rieselt der Schnee
Leise rieselt der Schnee (hrv. Tiho pada ↓n1 snijeg) jedna je od najpoznatijih božićnih pjesama na njemačkom jeziku. Napisao ju je njemački evangelički svećenik Eduard Ebel i objavio u svojoj zbirci pjesama Gesammelte Gedichte iz 1895. pod naslovom Weihnachtsgruß (Božićna čestitka ↓n2). Nepoznato je tko je uglazbio pjesmu, iako se često melodija pjesme pripisuje Ebelu. Prema nekima je pjesma zapravo pučki napjev koji je Ebel uglazbio.

## Riječi
Leise rieselt der Schnee,

Still und starr liegt der See,

Weihnachtlich glänzet der Wald:

Freue Dich, Christkind kommt bald.

In den Herzen ist’s warm,

Still schweigt Kummer und Harm,

Sorge des Lebens verhallt:

Freue Dich, Christkind kommt bald.

Bald ist heilige Nacht;

Chor der Engel erwacht;

Horch’ nur, wie lieblich es schallt:

Freue Dich, Christkind kommt bald.

## Obrade
Kao jednu od najvećih njemačkih božićnih uspješnica, obradili su je i prepjevali brojni njemaćki glazbenici. Među obradama se ističu one Andree Jürgens iz 1979. i punk-rock sastava Die Toten Hosen iz 1998. godine. Često se nalazi na repertoru manjih vokalnih ansambala ili zborova, posebice među dječjim i crkvenim zborovima. Izvodi se uglavnom u vrijeme došašća, jer pjesma govori o "skorom dolasku djeteta Krista" (Christ kind kommt bald), u Katoličkoj i Evangeličkoj crkvi, ali i u svjetovnim prilikama.
Kabaretist Dieter Süverkrüp napisao je 1969. poznatu parodiju na pjesmu. U DDR-u su učenici u osnovnim i srednjim školama tijekom 1980-ih pjevali različite šaljive parodije koje su za cilj imale provođenje politiku ismijavanja komunističkih vlasti prema katolicima i evangelicima.